# Зятьковська сільська рада
Зя́тьковська сільська рада (рос. Зятьковский сельский совет) — сільське поселення у складі Панкрушихинського району Алтайського краю Росії.
Адміністративний центр — село Зятьково.

## Історія
2011 року була ліквідована Красноармійська сільська рада (селища Борисовський, Красноармійський), територія увійшла до складу Зятьковської сільради.

## Населення
Населення — 1113 осіб (2019; 1365 в 2010, 2067 у 2002).

## Склад
До складу сільської ради входять:
| Населений пункт          | Населення, осіб (2002) | Населення, осіб (2010) |
| ------------------------ | ---------------------- | ---------------------- |
| Бирючий, селище          | 75                     | 33                     |
| Борисовський, селище     | 428                    | 329                    |
| Ганьонок, селище         | 86                     | 15                     |
| Зятьково, село           | 1099                   | 773                    |
| Красноармійський, селище | 210                    | 154                    |
| Павловський, селище      | 169                    | 61                     |